# پندو، اروگوئه
پندو، اروگوئه (به اسپانیایی: Pando) شهری در کشور اروگوئه، استان کنلونس است که جمعیت آن در سرشماری سال ۲۰۰۴ میلادی ۲۴٬۰۰۴ نفر بوده‌است.